# Даутт, Оскар
Оскар Мануэль Даутт Бохоркес (исп. Oscar Manuel Dautt Bojorquez; род. 8 июня 1976, Гуасаве, Синалоа, Мексика) — мексиканский футболист, вратарь. Известен по выступлениям за мексиканский клуб «Пуэбла».

## Клубная карьера
Даутт начал карьеру в возрасте 17 лет в клубе «Монтеррей». 7 февраля 1998 года в поединке против «Америки» он дебютировал в мексиканской Примере. В начале 1999 года он перешёл в «Торос Неса», где отыграл полтора сезона. В 2000 году Оскар подписал контракт с «Пуэблой», за которую с перерывом в два сезона выступлений за «УАНЛ Тигрес» и по сезону в «Лобос БУАП» и «Тихуану» он играл до 2008 года. В 2009 году Дуатт принял решение завершить карьеру, но в 2011 году возобновил её в американской команде «Лос-Анджелес Блюс». 16 апреля в поединке против «Севильи» он дебютировал за новый клуб. По окончании сезона Оскар окончательно завершил карьеру.

## Международная карьера
В 2001 году в Даутт был включен в заявку сборной Мексики на участие Кубке конфедераций. На турнире он был третьим вратарём и не сыграл ни минуты. После Кубка Оскар больше не вызывался в национальную команду.